# Centro (Braço do Norte)

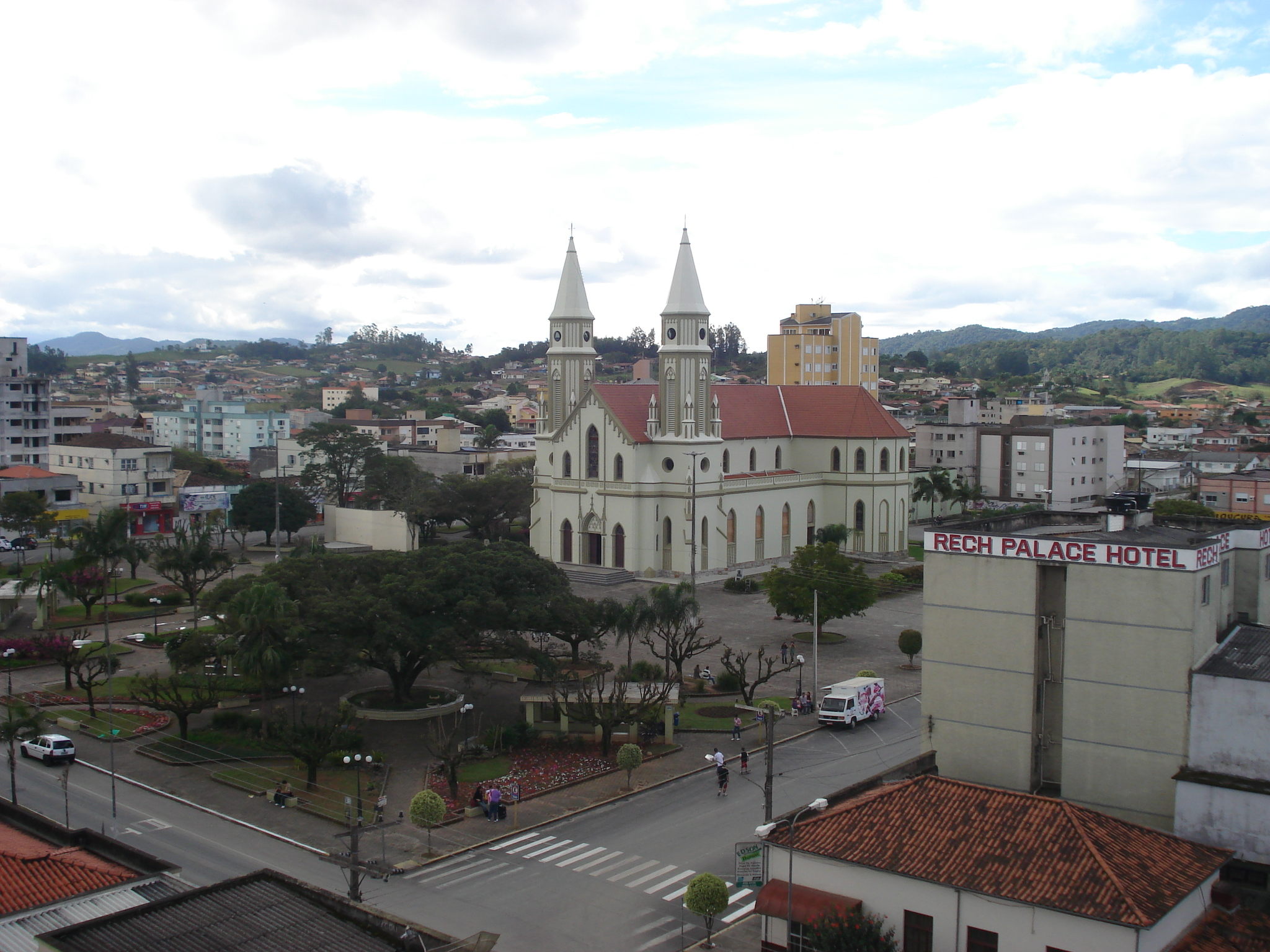
No centro da praça a Igreja Nosso Senhor do Bonfim. Fotografia do bioquímico Roberto Pereira.

O Centro de Braço do Norte é um bairro da cidade catarinense de Braço do Norte.

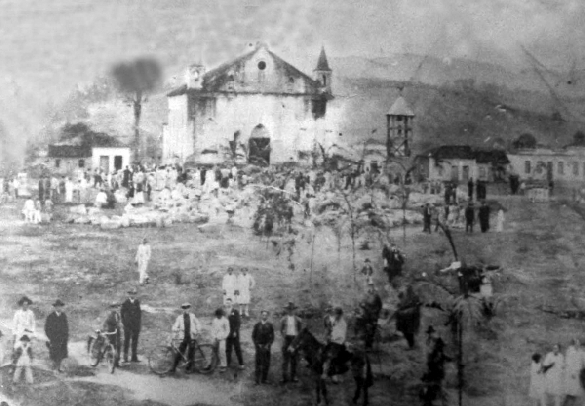
Praça Padre Roer, início do século XX

Em 1879 o agrimensor Carlos Othon Schlappal mapeou o local da sede da então colônia de Braço do Norte, incorporando-o à província de Santa Catarina mediante a aquisição de terras pertencentes a Luís Nazário e Francisco de Oliveira Sousa. Por ser um quadrado de terras reservado para lotes urbanos, foi designado por Quadro, nome que substituiu o de Guerrilha. Quadro do Norte é citado em diversas fontes referindo-se a Braço do Norte, quando então Braço do Norte referia-se ao atual município de São Ludgero, desmembrado do atual Braço do Norte em 1962. O Quadro do Norte é o entorno das atuais praças Padre Roer e Coronel Collaço, bem como suas imediações. O centro (sede) foi dividido em 89 lotes urbanos, as ruas com 20 m de largura, sendo a Praça Padre Roer formada por um quadrado de 220 m de lado. Não existem outras praças além das duas projetadas pelo "grande engenheiro agrimensor Carlos Othon Schlappal".

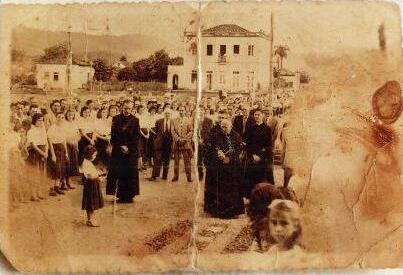
Autoridades católicas vistoriam o terreno para construção da Igreja Nosso Senhor do Bom Fim em Braço do Norte, final da década de 1920. No sobrado ao fundo localiza-se a atual Prefeitura de Braço do Norte.

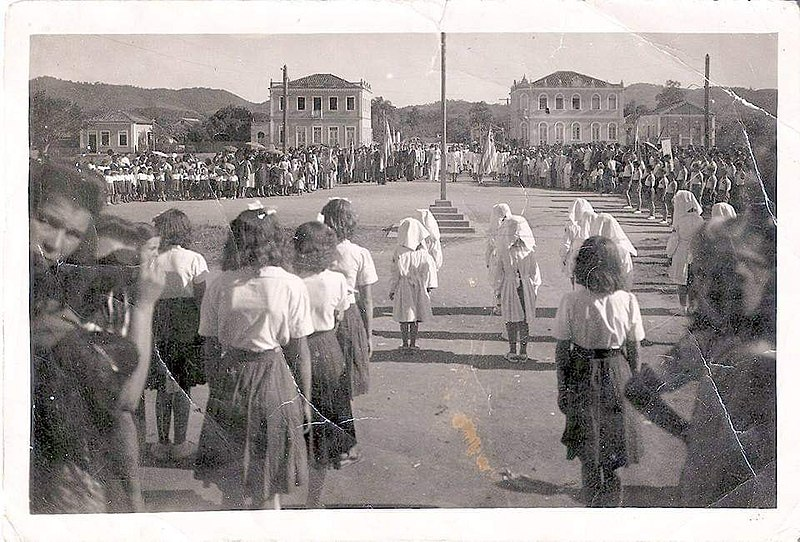
Desfile de 7 de Setembro, defronte à Igreja Nosso Senhor do Bomfim, sem registro de data

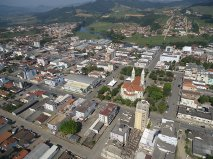
Braço do Norte em fotografia aérea do bioquímico Roberto Pereira, registrando o centro de Braço do Norte. No lado oposto ao rio Braço do Norte (na foto flui da direita para a esquerda) situa-se o bairro Lado da União, e no canto superior esquerdo, abaixo do mesmo rio, inicia o bairro São Basílio.